# I Am the Walrus
Singles de The Beatles
All You Need Is Love / Baby, You're a Rich Man
(1967) Lady Madonna / The Inner Light
(1968)
Pistes de Magical Mystery Tour
Your Mother Should Know
(5) Hello, Goodbye
(7)
I Am the Walrus est une chanson des Beatles, écrite par John Lennon, mais créditée Lennon/McCartney. Elle a été publiée sur la face B du single Hello, Goodbye. Elle paraît aussi sur l'album Magical Mystery Tour et dans le film du même nom destiné au petit écran. C'est d'ailleurs uniquement à cette occasion que I Am the Walrus sera jouée, en « lipsync », par le groupe.

## Genèse
I Am the Walrus trouve son origine dans trois différentes idées de chansons sur lesquelles John Lennon travaillait. La première lui a été inspirée par le son d'une sirène de police qu'il a entendue de sa maison de Weybridge : Lennon écrivit « Mis-ter cit-y police-man » selon le rythme de la sirène. La seconde idée était un court vers au sujet de lui-même dans son jardin (toujours de Weybridge), et la troisième idée était une chanson insensée à propos d'être assis sur un corn flake. Incapable de concrétiser ces idées en trois chansons distinctes, il choisit à la place de les combiner en une seule et unique.
Quelque temps plus tard, Lennon reçut une lettre d'un élève de son ancienne école, la Quarry Bank Grammar School. Ce dernier expliquait que leur professeur d'anglais décortiquait les paroles des chansons des Beatles en classe. Amusé, Lennon décida d'écrire une chanson qui risquerait de donner du fil à retordre à quiconque voudrait l'analyser. Il demanda ainsi à Pete Shotton, un ami d'enfance, de lui citer quelques paroles de chansons que les enfants ont l'habitude de chanter. Shotton se souvint des mots : « Yellow matter custard, green slop pie, All mixed together with a dead dog's eye, Slap it on a butty, ten foot thick, Then wash it all down with a cup of cold sick » (Crème anglaise jaune et gâteau à la pâtée vert, mélangés avec l'œil d'un chien mort, fais-en un sandwich de trois mètres d'épaisseur, et fais-le passer avec une tasse de vomi froid). Lennon récupéra ces mots, les ajouta à ses trois chansons incomplètes, et le résultat donnera finalement I Am the Walrus. Selon Pete Shotton, Lennon aurait dit : « Voyons ce que ces connards seront capables de trouver là-dedans ».
L'univers décalé de I Am the Walrus est inspiré d'une œuvre de Lewis Carroll, De l'autre côté du miroir, ou plus particulièrement d'une chanson qui s'y trouve : Le Morse et le Charpentier (« Walrus » est le mot anglais pour « Morse », d'où le titre choisi par Lennon). Dans la fameuse interview qu'il accorde au magazine Playboy, en 1980, il revient sur sa chanson : 

« Pour moi, c'était (Le Morse et le Charpentier) un magnifique poème. Ça ne m'était jamais venu à l'esprit que Lewis Carroll était en train de commenter le capitalisme et le système social. Je n'avais jamais essayé de comprendre ce que ça signifiait vraiment, comme les gens font avec le travail des Beatles. Plus tard, je suis revenu dessus et j'ai réalisé que le morse était le méchant dans l'histoire, et le charpentier était le gentil. Je me suis dit « Oh, merde, j'ai pris le mauvais gars. » J'aurais dû dire « Je suis le charpentier », mais ça n'aurait pas été la même chose n'est-ce pas ? Chanter I Am the Carpenter… »

## Enregistrement
L'enregistrement a lieu les 5, 6 et 27 septembre 1967 aux studios d'Abbey Road. Parmi les instruments utilisés, on retrouve le violon, le violoncelle, le cor, la clarinette et le piano électrique, en plus des habituelles guitare, basse et batterie.

## Analyse des paroles
Les premiers vers annoncent d'emblée la nature décalée de la chanson : 
« I am he as you are he as you are me and we are all together » (« Je suis lui comme tu es lui comme tu es moi et nous sommes tous ensemble »)
« See how they run like pigs from a gun, see how they fly / I'm crying » (« Regarde comme ils courent, comme des porcs devant un pistolet, regarde comme ils volent / Je pleure »)
Lennon a soutenu par la suite qu'il a écrit ces deux premières lignes sous l'emprise du LSD. Son idée était de composer « à la Bob Dylan » : bien que reconnaissant son talent d'écriture, il arguait que les chansons de Dylan ne contenaient pas toujours autant de choses que ce que les gens pouvaient en dire. Il s'est donc dit qu'il pouvait lui aussi bluffer.
La chanson se poursuit dans une ambiance des plus surréalistes. Martelant à tue-tête qu'il est tantôt « l'homme-œuf » (en anglais I am the Eggman, possiblement une référence à Humpty Dumpty, personnage populaire de la littérature enfantine britannique qui fut lui aussi repris dans De l'autre côté du miroir), tantôt le Morse, Lennon, assis sur un corn flake, attend la camionnette des policiers, qui s'avèrent voler comme « Lucy dans le ciel ». Plus tard, dans un jardin anglais, assis à attendre le soleil, il préfère se dire qu'il peut s'en passer et bronzer sous la pluie anglaise.
Au milieu et à la fin de la chanson, on ajoute un extrait du Roi Lear de Shakespeare, qui passait à la radio, sur la BBC Third Programme, et enregistré en direct en studio. Débutant vers 2 minutes 25 secondes de la chanson, on y entend, plus ou moins clairement, un extrait de la scène VI de l'acte 4 : 
GLOUCESTER (joué par Mark Dignam) : 
Now, good sir, what are you?: (Maintenant, mon bon monsieur, qui êtes-vous ?)
EDGAR (joué par Philip Guard) : 
A most poor man, made tame to fortune's blows; (Un fort pauvre homme, apprivoisé aux coups de la fortune,)
Who, by the art of known and feeling sorrows, (que l’expérience encore douloureuse de ses propres chagrins )
Am pregnant to good pity. Give me your hand, (a rendu tendre à la pitié. Donnez-moi votre main)
I'll lead you to some biding. (je vais vous conduire à quelque gîte.)
Plus tard dans la chanson, vers 3:50;
OSWALD (joué par John Bryning) :
Slave, thou hast slain me: villain, take my purse: (Misérable ! tu m’as tué ! … Manant, prends ma bourse :)
If ever thou wilt thrive, bury my body; (si jamais tu veux prospérer, ensevelis mon corps)
And give the letters which thou find'st about me (et remets la lettre que tu trouveras sur moi)
To Edmund earl of Gloucester; seek him out (à Edmond (comte) de Gloucester ; cherche-le)
Upon the British party: O, untimely death! (dans l’armée (ou le parti) britannique… Ô mort prématurée !)
Dies (Il expire.)
EDGAR :
I know thee well: a serviceable villain; (Je te reconnais bien, officieux scélérat,)
As duteous to the vices of thy mistress (aussi complaisant pour les vices de ta maîtresse)
As badness would desire. (que pouvait le souhaiter sa perversité.)
GLOUCESTER :
What, is he dead? (Quoi ! il est mort ?)
EDGAR :
Sit you down, father; rest you. (Asseyez-vous, père; reposez-vous.)
Bien qu'essentiellement absurde et déjantée, I Am the Walrus contient quelques références à relever. Ainsi, le vers « See how they fly like Lucy in the sky » est une allusion à une autre des compositions signées Lennon, Lucy in the Sky with Diamonds dont l'anagramme signifierait pour certains LSD bien que démenti par l'auteur qui se serait inspiré d'un dessin de son fils. La chanson est aussi une attaque destinée au mouvement Hare Krishna et à tous les gens qui s'extasiaient autour. En effet, par « elementary penguin singing Hare Krishna » (« manchot élémentaire chantant Hare Krishna »), Lennon voulait critiquer cette attitude naïve, primaire, qui consistait à crier partout le mantra Hare Krishna en plaçant toute sa foi dans une idole. C'était le poète Allen Ginsberg qui était particulièrement visé, puisqu'il chantait Hare Krishna lors de ses lectures publiques. Pourtant, un an et demi plus tard, Lennon chante lui-même Hare Krishna sur la pièce Give Peace a Chance.
La « saga du Morse » se poursuit en 1968 avec la chanson Glass Onion lorsque Lennon, pour à nouveau brouiller les pistes, écrit « Well here's another clue for you all / The Walrus was Paul » (« Eh bien voici un autre indice pour vous tous / Le Morse, c'était Paul »). Le chapitre est définitivement clos en 1970, avec le titre God de son premier album solo, John Lennon/Plastic Ono Band, qui se termine par « I was the Walrus but now I'm John » (« J'étais le Morse mais maintenant je suis John »).
En 1999, le manuscrit original de I Am the Walrus a été vendu à 80 000 livres.

## Description musicale
I Am the Walrus est une chanson qui ne contient que des accords majeurs. Dans la tonalité de la majeur, on peut trouver les accords de si majeur, la majeur, sol majeur, fa majeur, mi majeur et ré majeur dans l'introduction et le pont ; ceux de la majeur, la majeur septième, do majeur et ré majeur dans le couplet ; et ceux de do, ré et mi majeur dans le refrain. Ce sont ces accords majeurs et ces intervalles parfois augmentés qui donnent sa particularité à cette chanson.
La chanson n'est écrite dans un contexte ni tonal ni blues. L'introduction ainsi que le pont (Sitting in an English garden waiting for the sun) consiste en une descente parallèle d'accord majeurs. Le refrain, plus bref, est lui construit sur une montée parallèle d'accords majeurs. En revanche le couplet contient plus de notes communes dans les enchaînements d'accords et dans la mélodie.

## Parution et réception
Pour les besoins du téléfilm, le clip est tourné le 23 septembre sur la piste d'atterrissage de l'ancienne base aérienne de la Royal Air Force West Malling (en) à Maidstone dans le Kent où les musiciens miment la chanson, quelquefois affublés de masques d'animaux. Quatre acteurs, portant des uniformes de policier, sont aperçus dansant sur une structure anti-déflagration de béton qui sert de fond aux images. Quelques prises de vues sont filmées ailleurs sur le site alors que les Beatles portent des vêtements très colorés. La grosse caisse du célèbre kit oyster black pearl de la batterie Ludwig de Ringo Starr affiche une membrane inédite rouge avec le mot Love au lieu du logo habituel du groupe,,.
La chanson est publiée 24 novembre 1967 sur la face B du single Hello, Goodbye. Ce choix vexera Lennon qui croyait que sa chanson méritait la face A. À la suite de sa publication, I Am the Walrus a été censurée sur la BBC, à cause des mots « pornographic priestess » (« prêtresse pornographique ») et « let your knickers down » (« baisse ta petite culotte »). Lennon expliquait à ce moment que knickers « est un mot merveilleusement expressif : il coule sous la langue et peut signifier n'importe quoi ». Paul McCartney a aussi réagi à ce sujet : « Tout le monde dit que la meilleure façon d'écrire pour les adolescents, c'est d'être ouvert. Maintenant qu'on le fait, on est critiqué. Le mot knickers ne peut offenser personne. Shakespeare a écrit des mots beaucoup plus osés que ça ! »
En plus du single, la chanson se retrouve seule sur la face B du premier disque du double maxi Magical Mystery Tour et clôt la première face de la version augmentée de ce disque qui fut publiée en Amérique du Nord en 33 tours. La pièce se retrouvera aussi sur le disque compilation The Beatles 1967-1970, sorti en 1973 et remastérisé en 2010. Une version qui combinait deux variantes a été publiée sur la version américaine de l'album Rarities en 1980 ; on a utilisé la version stéréo britannique qui possédait deux mesures supplémentaires à l'intro, qui avaient été omises des versions américaines, et rajoutés les quatre mesures supplémentaires après le troisième couplet de la version mono américaine. En 1995, la prise 16, version dépouillée de ses bruitages, se retrouve sur Anthology 2 et un remixage produit par Giles Martin apparaît finalement en 2006 sur l'album Love, issu du spectacle du même nom du Cirque du Soleil, et présenté à Las Vegas. Cette chanson sera retirée de la piste sonore du spectacle et remplacée par Twist and Shout lors de sa refonte en 2016.

## Interprètes
- John Lennon : chant, piano électrique, mellotron
- Paul McCartney : chœurs, basse
- George Harrison : chœurs, guitare solo, tambourin
- Ringo Starr : chœurs, batterie
- The Mike Sammes Singers : chœurs
- Orchestre : violon, violoncelle, cor, clarinette

## Reprises
- Freddie McCoy sur l'album Soul Yogi, en 1968
- Spooky Tooth sur l'album The Last Puff, en 1970
- Lol Coxhill sur l'album Ear of the Beholder, en 1971
- Simon Park sur l'album "Something In The Air" en 1974.
- Leo Sayer sur la bande originale du film All This and World War II, en 1976
- Crack the Sky sur Live Sky, en 1978
- Gray Matter sur Food For Thought, en 1984
- Rausch (Koeln) sur Rausch en 1989 (Vertigo)
- Men Without Hats sur Sideways, en 1991
- Les Dirty Hands sur la compilation Enragez vous!, en 1993
- Oingo Boingo sur Boingo, en 1994
- Love/Hate sur I'm Not Happy, en 1995
- Oasis sur le single Cigarettes & Alcohol, l'album The Masterplan, en 1998, et dans la majorité des lives.
- Styx sur Big Bang Theory, en 2003
- Jean-Jacques Burnel sur la compilation hommage Imagine No John Lennon en 2005
- Bono avec The Secret Machines sur la bande son de Across the Universe, en 2007
- La chanson Piggy in the Middle du groupe The Rutles pastiche l'ambiance, le rythme et les sons de I Am the Walrus.
- Frank Zappa, Jim Carrey et les Swingle Singers ont également repris la chanson.
- Les BeBites (BeBite.ca)
- Blue Djinns sur l'album Hommage à John Lennon
- Michael Occhipinti & Shine On sur l'album The Universe of John Lennon en 2012

## Culture populaire
En 1969, sur le premier album du groupe Chicago, dans la chanson South California Purples (écrite et chantée par Robert Lamm), on entend ces vers.
« I am he is you are he is you are me and we are all together, whoa whoa »
Grand ami du groupe (il était assistant ingénieur du son pour les disques Let It Be et Abbey Road), Alan Parsons y fait allusion en 1985 sur l'album Stereotomy de son groupe The Alan Parsons Project dans la longue pièce instrumentale très rythmée Where's the Walrus?. Vers le milieu de la pièce, presque tout s'arrête pour laisser entendre les bruits d'un appel téléphonique d'outre-tombe, comme si Parsons cherchait de cette manière à contacter Lennon, mort six ans plus tôt.
Dans le film The Big Lebowski de Joel Coen, sorti en 1998, Donny (Steve Buscemi) répète à trois reprises « I Am the Walrus » en confondant Lennon avec Lénine mentionné par « le Duc » (Jeff Bridges) lors de la scène de Jesus au bowling.
Dans le film The Million Dollar Hotel de Wim Wenders, sorti en 2000, le personnage Dixie, joué par Peter Stormare, qui parle comme John Lennon et qui se prend pour le cinquième Beatle, joue I Am the Walrus au piano et explique la genèse de la chanson qu'il prétend être la sienne.
Dans la série télévisée Les Simpson, lorsque Homer est transporté dans un monde mystérieux (Le Mystérieux Voyage d'Homer saison 8), on peut entendre Jasper prononcer les mots «koo koo kadjoob», contribuant à l'entrée dans cette atmosphère étrange.